# Mistrzostwa Europy w Lekkoatletyce 1974 – bieg na 10 000 m mężczyzn

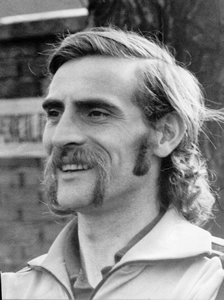
Giuseppe Cindolo

Bieg na dystansie 10 000 metrów mężczyzn był jedną z konkurencji rozgrywanych podczas XI Mistrzostw Europy w Rzymie. Rozegrano od razu bieg finałowy 2 września 1974 roku. Zwycięzcą tej konkurencji został reprezentant Niemieckiej Republiki Demokratycznej Manfred Kuschmann. W rywalizacji wzięło udział trzydziestu jeden zawodników z siedemnastu reprezentacji.

## Rekordy
| Rekord świata     | David Bedford (GBR)  | 27:30,8  | Londyn, Wielka Brytania | 13.07.1973 |
| Rekord Europy     | David Bedford (GBR)  | 27:30,8  | Londyn, Wielka Brytania | 13.07.1973 |
| Rekord mistrzostw | Juha Väätäinen (FIN) | 27:52,78 | Helsinki, Finlandia     | 10.08.1971 |

## Wyniki

### Finał
| Miejsce | Zawodnik             | Czas     |
| ------- | -------------------- | -------- |
| 1       | Manfred Kuschmann    | 28:25,75 |
| 2       | Tony Simmons         | 28:25,79 |
| 3       | Giuseppe Cindolo     | 28:25,05 |
| 4       | Bronisław Malinowski | 28:27,75 |
| 5       | Nikołaj Pukłakow     | 28:29,14 |
| 6       | Knut Børø            | 28:29,19 |
| 7       | Lasse Virén          | 28:29,23 |
| 8       | Mariano Haro         | 28:36,00 |
| 9       | Dave Black           | 28:36,6  |
| 10      | Bernie Ford          | 28:37,4  |
| 11      | Karel Lismont        | 28:41,2  |
| 12      | Pierre Liardet       | 28:42,8  |
| 13      | Stanislav Hoffman    | 28:44,4  |
| 14      | Ilie Floroiu         | 28:51,8  |
| 15      | Henryk Nogala        | 29:04,8  |
| 16      | Peter Suchán         | 29:06,0  |
| 17      | Arne Risa            | 29:07,4  |
| 18      | Peter Svet           | 29:08,4  |
| 19      | Pekka Päivärinta     | 29:21,6  |
| 20      | Josef Jánský         | 29:23,2  |
| 21      | Karl-Heinz Leiteritz | 29:32,6  |
| 22      | Jos Hermens          | 29:41,0  |
| 23      | Edward Łęgowski      | 29:45,6  |
| 24      | Mihaíl Koúsis        | 29:49,6  |
| –       | Franco Fava          | DNF      |
| –       | Per Halle            | DNF      |
| –       | Carlos Lopes         | DNF      |
| –       | Willy Polleunis      | DNF      |
| –       | Marc Smet            | DNF      |
| –       | Detlef Uhlemann      | DNF      |
| –       | Walentin Zotow       | DNF      |